# Milan Srškić
Milán Srškić (em sérvio:  Милан Сршкић, 3 de fevereiro de 1880, Belgrado - 12 de abril de 1937, Belgrado), foi um advogado e político iugoslavo, primeiro-ministro durante a ditadura do rei Alexandre I da Iugoslávia.
Associado com a Bósnia, onde afirma-se que, como radical sérvio, alcançou postos ministeriais. Fontes checas indicam que ele nasceu em Sarajevo.
Durante a Primeira Guerra Mundial desertou para os russos e, em seguida, juntou-se ao exército sérvio.
Fez parte dos governos da ditadura real desde 1929, primeiramente como ministro da Justiça (1929-1931) e depois como ministro sem pasta (1931-1932). Então, tornou-se primeiro-ministro nos anos 1932-1934. Devido ao seu centralismo, atitudes autoritárias e seu papel na introdução das banovinas não foi muito popular. Carecia de respaldo tanto da oposição como entre os partidários da ditadura real.
Permaneceu como primeiro-ministro até 23 de janeiro 1934, quando o rei Alexandre I Karađorđević, respondendo aos problemas políticos internos do país, o substituiu. A Srškić sucedeu o político veterano e ex-primeiro-ministro Nikola Uzunović,, cujo governo deu-se o assassinado o rei Alexandre.